# Markeli Point
Markeli Point är en udde i Antarktis. Den ligger i Sydshetlandsöarna. Argentina, Chile och Storbritannien gör anspråk på området.
Terrängen inåt land är bergig åt sydost, men åt nordost är den kuperad. Havet är nära Markeli Point åt nordväst. Trakten är obefolkad. Det finns inga samhällen i närheten. 